# Kaeritaku Natta yo
«Kaeritaku Natta yo», noveno sencillo de la banda japonesa Ikimono Gakari, lanzado el 16 de abril de 2008, para formar parte de su tercer álbum My Song Your Song.

## Canciones
1. Kaeritaku Natta yo (帰りたくなったよ) "Quiero irme a casa ahora"
2. Nokori Kaze (残り風) "Reliquia del viento"
3. Kaeritaku Natta yo: Instrumental
4. Nokori Kaze: Instrumental